# Lepiota boertmannii
Lepiota boertmannii är en svampart som tillhör divisionen basidiesvampar, och som beskrevs av Knudsen 1980. I den svenska databasen Dyntaxa används istället namnet Echinoderma boertmannii. Enligt Catalogue of Life ingår Lepiota boertmannii i släktet Lepiota, och familjen Agaricaceae, men enligt Dyntaxa är tillhörigheten istället släktet Echinoderma, och familjen Agaricaceae. Arten är reproducerande i Sverige. Inga underarter finns listade i Catalogue of Life.